# Santiago Manguán
Santiago Manguán Pascual (* 25. Juli 1941 in Caleruega; † 30. Januar 2022 in Burgos) war ein spanischer Marathonläufer.

## Leben
Santiago Manguán wurde 1972 und 1977 spanischer Meister im Marathonlauf. Bei den Olympischen Spielen 1976 in Montreal startete Manguán im Marathonlauf, konnte diesen jedoch nicht beenden. Mit einer Zeit von 2:15:19 h stellte er im selben Jahr einen spanischen Marathonrekord auf.
Nach seiner Karriere war er als Trainer, Kampfrichter und Manager des Handballvereins BM Villa de Aranda tätig.
Manguán starb am 30. Januar 2022 im Alter von 80 Jahren, nachdem er einige Tage zuvor ohnmächtig geworden war.